# Up! (együttes)
Az Up! egy magyar popegyüttes. Legismertebb daluk a "Nap". 1998-ban alakultak. Első nagylemezük ugyanebben az évben került piacra. 2000-ben megjelent a második albumuk is. Ezt követően hosszabb ideig inaktív volt a zenekar, egészen 2009-ig, amikor a harmadik albumuk is megjelent. A lemezt a "Mindenki táncoljon" című dallal vezették fel. Ujvári Péter alapította az együttest. (A név is valószínű utalás a kezdőbetűkre.)

## Tagok
- Ujvári Péter - ének
- Perness János - dob
- Rónai Zoltán - gitár
- Cser Dániel - basszusgitár
- Faragó Krisztián

## Korábbi tagok
- Dési Tamás - dob
- Havas Miklós - basszusgitár
- Hámori Máté - gitár
- Simó Tamás - billentyűk
- Molnár László - billentyűk
- Papp Szabolcs - basszusgitár

## Diszkográfia
- Up! (1998)
- Sírj és nevess! (2000)
- Backup (2009)